# Ivoir'Soir
Ivoir'Soir est un quotidien ivoirien paraissant le soir. 

## Histoire
Créé en 1987, il est diffusé à 10 000 exemplaires.

## Description
Propriété du gouvernement ivoirien à l'instar de Fraternité Matin, il laisse à ce dernier la politique et s'occupe pour sa part des variétés, des faits de société, du sport et des faits divers. 